# 즈메이

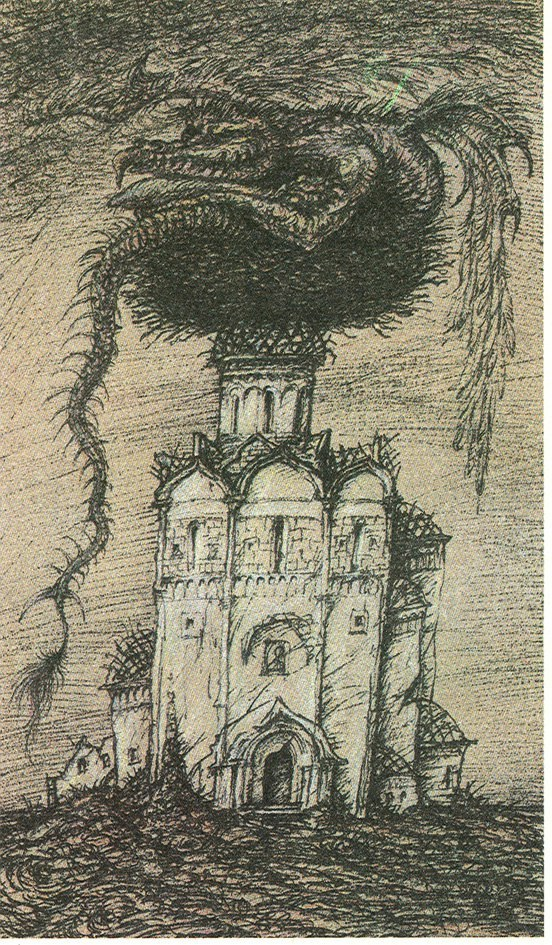
미하일 즐라트콥스키가 캐리커처로 그린 즈메이의 모습

즈메이(러시아어: змей) 또는 즈미(우크라이나어: змій)는 슬라브 전설에 출몰하는 드래곤으로, 통칭하여 슬라브 드래곤(영어: Slavic dragon)이라고도 한다. 러시아 문학에서는 적대자 역할로 등장하지만, 발칸반도에서는 자애로운 생물로 여겨지기도 한다.